# Перемиловские горы
Перемиловские горы — возвышенность на правом берегу Оки в нижнем её течении (в пределах Нижегородской области).

## Геологическая характеристика
Перемиловские горы расположены на северной оконечности Приволжской возвышенности центральной части Восточно-Европейской (Русской) равнины.
Платообразная эрозионная местность с абсолютными отметками поверхности 130—210 м. Высокие приречные цепочки останцовых гряд возвышаются над Окой на 100—150 м. Коренные пермские породы (глины, песчаники, мергели, известняки, гипсы) перекрыты маломощным чехлом рыхлых суглинков и песков, иногда мореной, юрскими и меловыми глинами. Плато расчленено оврагами, балками, широкими долинами небольших речек. Развиты карстовые формы рельефа (пещеры, провалы и др.). Сильно изрезаны долинами небольших рек, глубокими ветвящимися оврагами и поросли лесом, что придает прибрежным высотам живописный вид.
Относительные высоты Перемиловских гор определяются урезами вод Оки составляющими 71 м в районе устья Большой Кутры и пристани Александрово и 68 м в Павлове и, не превышающими, таким образом, 140—150 м.

## Словарь Брокгауза и Ефрона о Перемиловских горах
В Энциклопедическом словаре Брокгауза и Ефрона Перемиловские горы упоминаются неоднократно. Существует отдельная статья «Перемиловские горы», которая звучит следующим образом:
Перемиловские горы — Владимирской губернии, тянутся по правому берегу реки Оки в Муромском уезде, на 20 версте от деревни Пертовой до села Сапунов. В горах этих значительные залежи гипса, ломки которого производят во многих местах. Сбыт гипса в Москву и другие места.

Они упоминаются также в статье «Муром» («Муромский уезд»): 
...Ниже Мурома встречают отложения пермской системы. Особенно замечательно распространение алебастра. Открывается в уезде он в так называемых Перемиловских горах на правом берегу р. Оки и идет до пределов губернии на 600 кв. в. Алебастр разрабатывается в Перемиловских горах на пространстве 20 в....
 повторяет её статья «Владимирская губерния»: 
...открываясь в Муромском уезде на правом берегу р. Оки, в так называемых Перемиловских горах, идет до пределов губернии на пространстве 600 кв. вер…
 говорится о Перемиловских горах и в статье «Ока»: 
...В Перемиловских горах здесь в берегах лежит алебастр (гипс), покрытый глиной; его выламывается ежегодно до полумиллиона пудов; он пережигается и идет в торговлю в молотом виде;...

## Различные трактовки занимаемой Перемиловскими горами территории

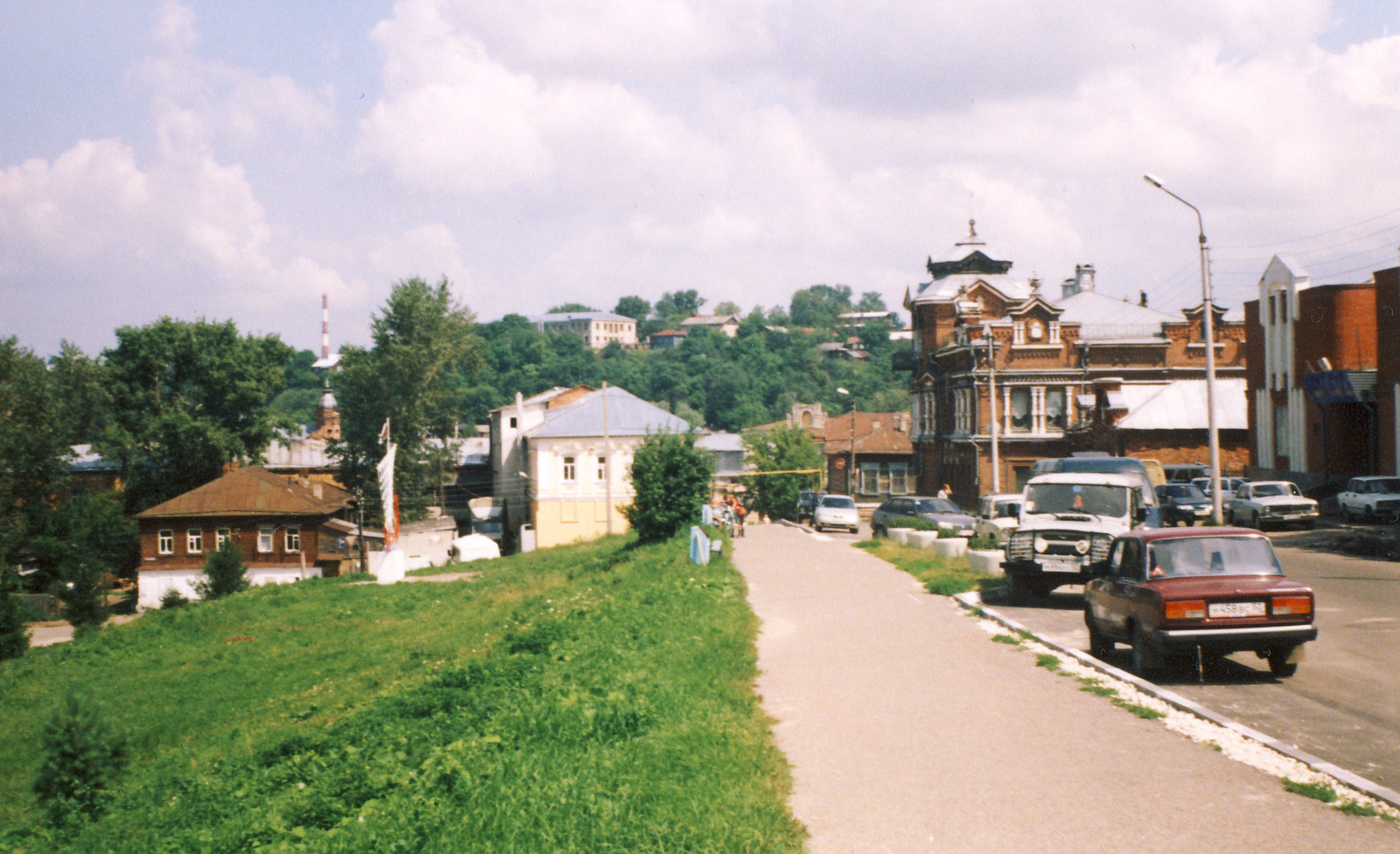
Крупнейший населённый пункт, стоящий на склонах Перемиловских гор — город Павлово

Существуют разные позиции относительно того, что называется Перемиловскими горами. Если словарь Брокауза и Ефрона под Перемиловскими горами понимает узкую полоску возвышенного коренного берега Оки от Пертово до Сапуна, то другие авторы продолжают Перемиловские горы вдоль правого берега Оки до Павлово и даже до городской черты Нижнего Новгорода. Называя при этом часть Перемиловских гор от Павлово до Нижнего Новгорода Березопольем. В официальной географической и экологической литературе под Перемиловскими горами понимают всю северную оконечность Приволжской возвышенности, ограниченную с севера и северо-запада Окой, занимающую территорию Вачского, Павловского, частично Сосновского и других районов Нижегородской области.
На современной «Топографической карте Нижегородской области» надпись «Перемиловские горы» нанесена по территории Сосновского и Павловского районов, начиная от Леонтьево (абсолютная высота более 200 м), проходя мимо соседней с Павлово деревней Лаптево (максимальная высота 171 м) и оканчиваясь на левом берегу Кишмы около Ворсмы (максимальная высота около 150 м).

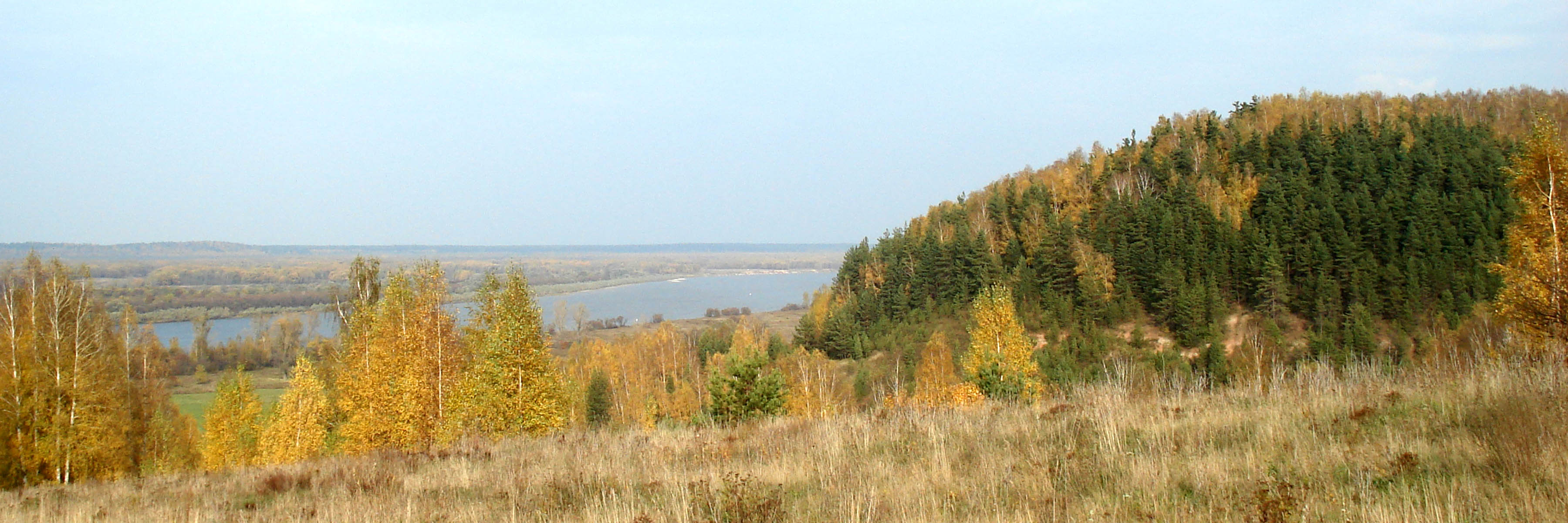
Ока около Пожоги. Справа коренной берег реки — Перемиловские горы

## Охраняемые территории, флора и фауна Перемиловских гор

### Охраняемые территории
В Перемиловских горах имеется целый ряд особо охраняемых природных территорий:
- Вачский район:[6]
  - Участок леса по склону коренного берега реки Оки между деревней Сапун и пристанью Пожога.
  - Участок леса по склону коренного берега реки Оки у деревни Короваево.
  - Участок хвойного леса у деревни Жекино.
- Сосновский район:[5]
  - Парк села Елизарово.

### Флора
Флора Перемиловских гор очень разнообразна. Ниже перечислены растения только трёх вышеупомянутых особо охраняемых лесных территорий Вачского района:
Сосна, ель, клён, вяз гладкий, вяз шершавый, осина, берёза, дуб, липа, ива козья, калина обыкновенная, крушина ломкая, лещина обыкновенная, рябина обыкновенная, черёмуха, адокса мускусная, бедренец-камнеломка, бересклет бородавчатый, брусника, будра плющевидная, вейник тростниковидный, вейник наземный, горошек лесной, горошек заборный, грушанка круглолистная, донник белый, жимолость лесная, звездчатка ланцетовидная, зверобой продырявленный, земляника лесная, зимолюбка зонтичная, золотарник обыкновенный, камыш лесной, кислица, клевер горный, клевер средний, костяника, колокольчик персиколистный, колокольчик крапиволистный, копытень европейский, кошачья лапка двудомная, крапива двудомная, кукушкин лён обыкновенный, купена лекарственная, ландыш майский, люцерна серповидная, майник двулистный, малина обыкновенная, марьянник луговой, медуница неясная, можжевельник, нивяник обыкновенный, ожика волосистая, ортилия однобокая, осока корневищная, осока прямоколосая, осока волосистая, осока верещатниковая, перловник поникший, плаун годичный, подъельник, полевица Сырейщикова, посконник конопляный, пролесник многолетний, пузырник ломкий, репешок обыкновенный, рэгнерия собачья, скерда сибирская, сныть обыкновенная, сочевичник весенний, таволга вязолистная, тонконог сизый, фиалка песчаная, фиалка удивительная, хвощ лесной, чабрец обыкновенный, черника, черноголовка обыкновенная, шиповник майский, ястребинка волосистая.
Папоротники: щитовник мужской, щитовник ланцето-гребенчатый, фегоптерис связывающий, кочедыжник женский, страусник обыкновенный, голокучник Линнея.
Орхидеи: дремлик чемерицевидный, пальчатокоренник Фукса, тайник яйцевидный.
В Перемиловских горах встречается вид, занесённый в Красную книгу РФ: башмачок настоящий.

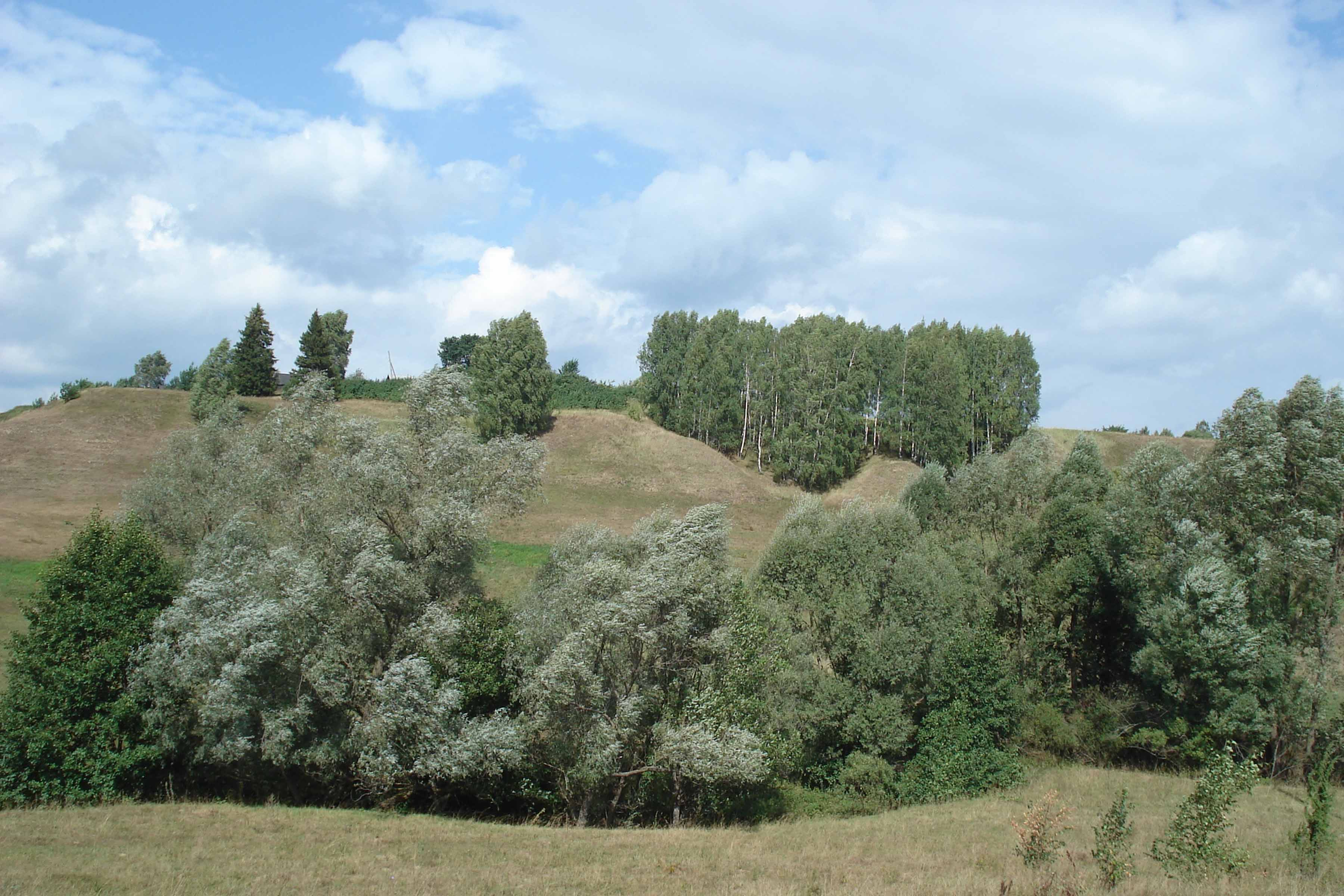
Перемиловские горы на расстоянии около 2 км от Оки. Район деревни Щедрино

### Фауна, занесённая в Красную книгу
В Перемиловских горах обитают виды, занесённые в Красную книгу РФ: выхухоль, малая крачка и в Красную книгу Нижегородской области: сова сплюшка.

## Из истории
В 1878 году «Владимирские губернские ведомости» писали:

В Перемиловских горах, омываемых рекою Кутрою, впадающею в реку Оку, с правой стороны, возле сельца Болотникова, в 42 верстах от г. Мурома, обнаружились известковые камни. В 1871 году местные жители стали добывать их и тут же обжигать… Некоторое время Болотниковская известь употреблялась в дело и находила своих покупателей, но вскоре сильное требование алебастра — добытие которого считается главным делом между Болотниковцами, уничтожило зарождавшуюся разработку известковых залежей и известь Болотниковских гор ждет более энергичных предпринимателей в будущем.

## Достопримечательности

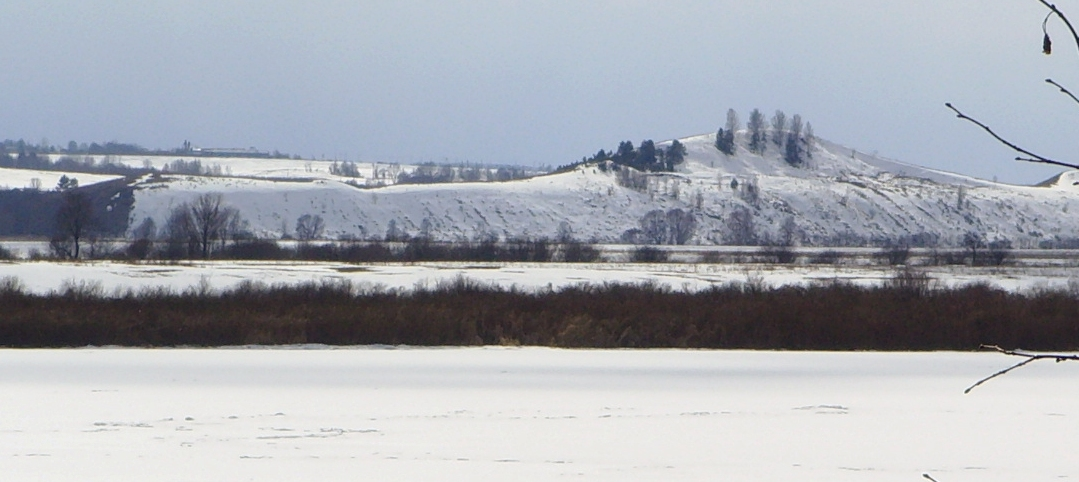
Гора Городина

Среди Перемиловских гор находится гора Городина, культовое место хлыстов, на которую, согласно хлыстовской легенде, в 1645 году спустился Господь Саваоф, и вселился в основателя хлыстовства Данилу Филипповича.